# الطاهر لبيب
الطاهر لبيب (مواليد 1942 في محافظة سيدي بوزيد)، كاتب تونسي ومترجم وباحث في علم الاجتماع. ساهم مع عدد من الباحثين العرب في تأسيس الجمعية العربية لعلم الاجتماع في تونس سنة 1985. ويشغل الآن منصب الرئيس الشرفي للجمعية ، ويتولى الإشراف على مشروع «نقل المعارف». فاز بجائزة “ابن خلدون” لتنمية الدراسة والبحث في العلوم الإنسانية والاجتماعية في البحر الابيض المتوسط لسنة 2017.

## مشاريع الترجمة
شغل منصب مدير عام المنظمة العربية للترجمة الكائنة في بيروت بين عاميْ 2000 و2011 ، وشهدت فترة إدارته عقد المؤتمر العربي الأول للترجمة في يناير 2002 ، وأشار في عام 2007 إلى أن «أي مشروع عربي جدي للترجمة عليه أن يحدث قطيعة واضحة مع هذه الترجمة السائدة التي يشوه أغلبها المعرفة، وبالتالي يساهم في تخلفها، عوضاً عن تطويرها».
يتولى منذ عام 2014 الإشراف على مشروع «نقل المعارف» التابع لوزارة الثقافة البحرينية، الذي يهدف إلى «ترجمة مجموعة من الكتب العالمية من القرنين العشرين والواحد والعشرين إلى اللغة العربية في مجالات تتنوع في انتمائها الثقافي واللغوي» ، مثل ترجمة «دليل أكسفورد في الفلسفة» بواسطة نجيب الحصادي ومراجعة منير الطيباوي،

## الربيع العربي
في أواخر عام 2011 قرر مغادرة بيروت، وترك منصبه مديرًا عامًا للمنظمة العربية للترجمة، واختار العودة إلى «وطنه الأم متفرغًا للكتابة، ليعيش مرحلة ما بعد الثورة، بأحلامها وتردداتها وتحدياتها الكبرى». يقول في تصريح لجريدة الأخبار اللبنانية: «الثورة هي ثورة الممكن. ولأنّها كذلك، فمجرد حدوثها يبعث على التفاؤل. وإذا استحضرت مقولة غرامشي، فأنا أقرب إلى تفاؤل الإرادة منه إلى تشاؤم العقل. تشاؤم العقل العربي تحوّل بؤساً ولم يُعط شيئاً، وتفاؤل الإرادة الشعبية أعطى ثورات عربية».

## مؤلفاته
- "سوسيولوجيا الغزل العربي: الشعر العذري نموذجًا"، صدر باللغة الفرنسية سنة 1972 (تُرجم إلى العربية سنة 1981 بواسطة حافظ الجمالي، ومرة ثانية سنة 1987 بواسطة مصطفى المسناوي، ومرة ثالثة سنة 1994 بواسطة محمد حافظ دياب، ومرة رابعة سنة 2009 بواسطة الكاتب نفسه).
- «سوسيولوجيا الثقافة»، معهد البحوث والدراسات العربية، القاهرة، 1978.
- «جرامشي في العالم العربي» مع ميشيل بروندينو، صدر بالفرنسية سنة 1994 (تُرجم إلى العربية سنة 2002 بواسطة كاميليا صبحي ضمن المشروع القومي للترجمة التابع للمجلس الأعلى للثقافة – مصر).
- «صورة الآخر: العربي ناظرًا ومنظورًا إليه»، مركز دراسات الوحدة العربية، بيروت، 1999.
- «الربيع العربي... إلى أين؟ أفق جديدة للتغيير الديمقراطي» مع مجموعة مؤلفين، مركز دراسات الوحدة العربية، بيروت، 2012.

## وصلات خارجية
- رابط كتاب "سوسيولوجيا الغزل العربي: الشعر العذري نموجًا" على موقع Archive
- رابطة صفحة الطاهر لبيب على موقع Goodreads